# Wayne McCarny
Wayne McCarny (30 de juny de 1966) va ser un ciclista australià. Es va especialitzar en la pista on va guanyar una medalla de bronze als Jocs Olímpics de Seül.

## Palmarès
- 1986
  - Medalla d'or als Jocs de la Commonwealth en 10 milles
  - Medalla d'or als Jocs de la Commonwealth en Persecució per equips als
- 1988
  -  Medalla de bronze als Jocs Olímpics de Seül en Persecució per equips (amb Dean Woods, Stephen McGlede, Brett Dutton i Scott McGrory)